# Storgölen (Ulrika socken, Östergötland, 644141-147447)
Storgölen är en sjö i Linköpings kommun i Östergötland och ingår i Motala ströms huvudavrinningsområde. Sjön har en area på 0,0809 kvadratkilometer och ligger 180 meter över havet.

## Delavrinningsområde
Storgölen ingår i det delavrinningsområde (643348-147746) som SMHI kallar för Ovan 643223-147804. Medelhöjden är 185 meter över havet och ytan är 62,62 kvadratkilometer. Det finns inga avrinningsområden uppströms utan avrinningsområdet är högsta punkten. Storån (Bringesån) som avvattnar avrinningsområdet har biflödesordning 3, vilket innebär att vattnet flödar genom totalt 3 vattendrag innan det når havet efter 165 kilometer. Avrinningsområdet består mestadels av skog (83 procent). Avrinningsområdet har 2,05 kvadratkilometer vattenytor vilket ger det en sjöprocent på 3,3 procent. Bebyggelsen i området täcker en yta av 0,42 kvadratkilometer eller 1 procent av avrinningsområdet.